# Jiří Kormaník
Jiří Kormaník (Bojtorjános, Románia, 1935. március 26. – Chomutov, 2017. november 3.) olimpiai ezüstérmes cseh birkózó.

## Pályafutása
1935. március 26-án a romániai Bojtorjánosban született bánáti cseh szülők gyermekeként. A második világháborút követő áttelepítések során családjával Csehszlovákia csehországi részébe települt és itt kezdett birkózni 1948-ban.
1957 és 1968 között vett részt nemzetközi versenyeken. Az 1964-es tokiói olimpián kötöttfogás középsúlyban ezüstérmet szerzett. Az 1965-ös manchesteri világbajnokságon és 1968-ban az Európa-bajnokságon ugyan ebben a versenyszámban bronzérmes lett.

## Sikerei, díjai
- Olimpiai játékok – kötöttfogás, 87 kg
  - ezüstérmes: 1964, Tokió
- Világbajnokság – kötöttfogás, 87 kg
  - bronzérmes: 1965, Manchester
- Európa-bajnokság – kötöttfogás, 87 kg
  - bronzérmes: 1968